# Salto Grandedam
De Salto Grandedam is een dam in de Uruguay, gelegen tussen de steden Concordia, Argentinië en Salto, Uruguay. Zijn doel is het opwekken van hydro-elektrische energie voor zowel Argentinië als Uruguay.
De bouw van de dam begon in 1974 en werd afgerond in 1979. Het project bestaat uit veertien kaplanturbines en generatoren met een totale capaciteit van 1.890 megawatt (MW).
In de periode 1979-2013 heeft de centrale in totaal 265.605 gigawattuur (GWh) aan elektriciteit geproduceerd. Salto Grande heeft een aandeel van ongeveer 7% in de Argentijnse stroombehoefte en levert ongeveer de helft van alle stroom benodigd in Uruguay. Over dezelfde periode was de jaarlijkse productie 7.812 GWh, dat is 17% meer dan de 6.700 GWh waarmee bij de aanleg van de centrale op werd gerekend.
Naast de dam ligt een noodoverlaat met een capaciteit van 64.000 m3 per seconde. Het stuwmeer heeft een totale oppervlakte van 783 km2. 
De dam wordt omsloten door een weg en spoorweg (Salto Grandebrug) die beide landen verbindt.